# Monumento al Noveno Centenario del Fuero de Logroño
El Monumento al Noveno Centenario del Fuero de Logroño es una obra del artista constructivista Julián Gil, inaugurado en 1996 conmemorando los novecientos años de la ciudad de Logroño.

## Historia
El fuero de la capital de La Rioja fue otorgado por el rey de Alfonso VI en 1095. Para conmemorar el noveno centenario de tal acontecimiento, el Ayuntamiento de Logroño encargó al escultor un monumento en una de las entradas de la ciudad.  Se inauguró el 9 de febrero de 1996 y fue realizada en tres meses a partir de una de sus maquetas.

## Características
La obra es una escultura geométrica de hormigón armado encofrado de 12 metros de altura. Son dos torres con un arco, que simboliza a modo de puerta, con varias figuras geométricas como cuadrados, rectángulos y triángulos, que forman los muros de hormigón.

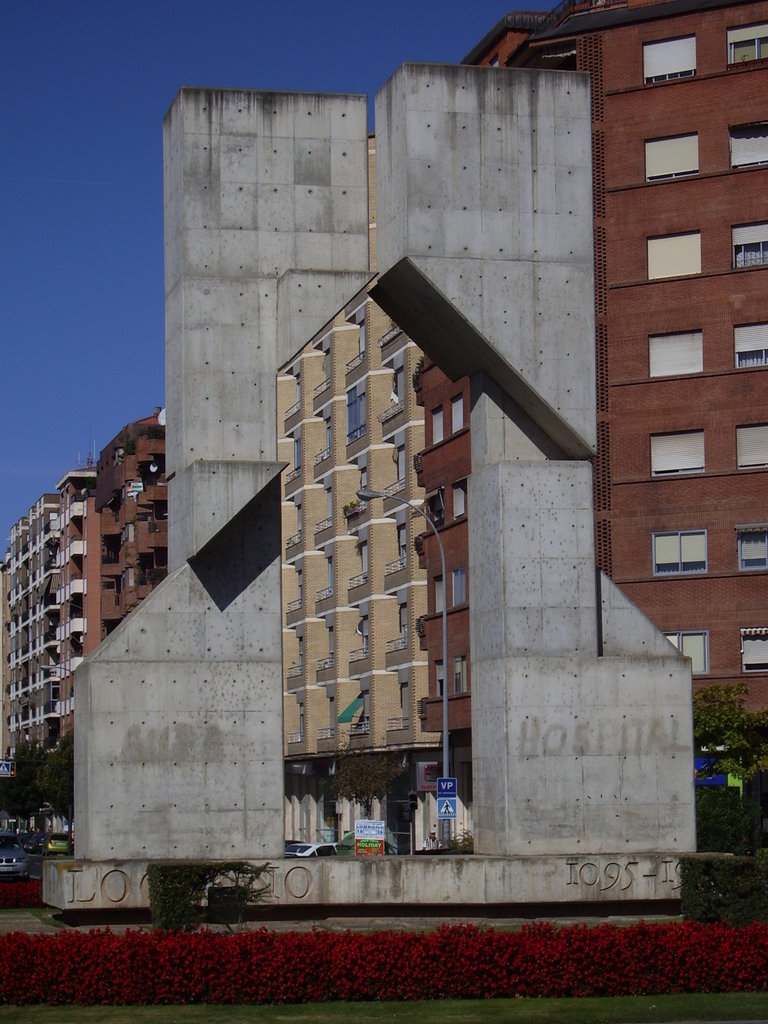
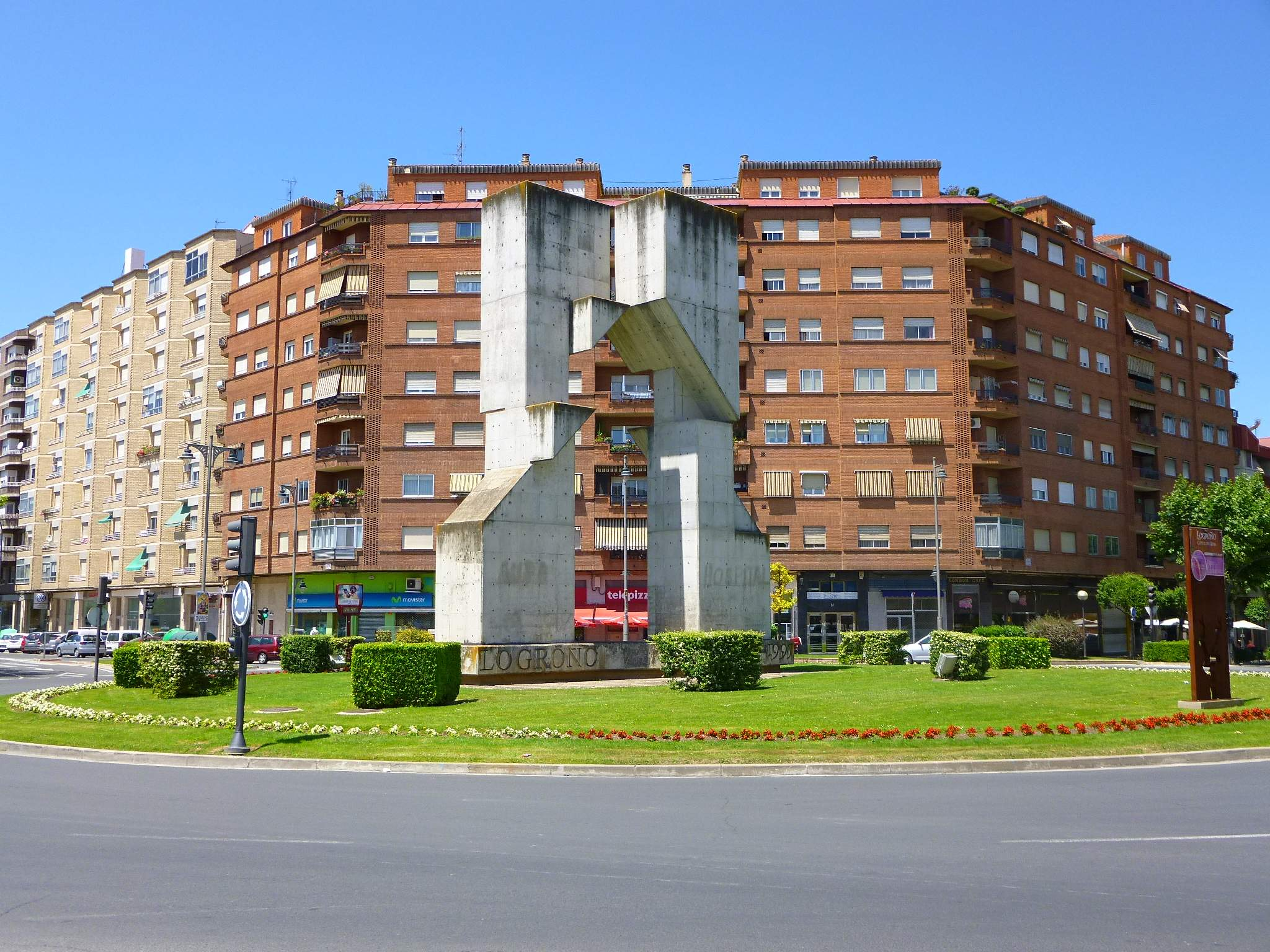
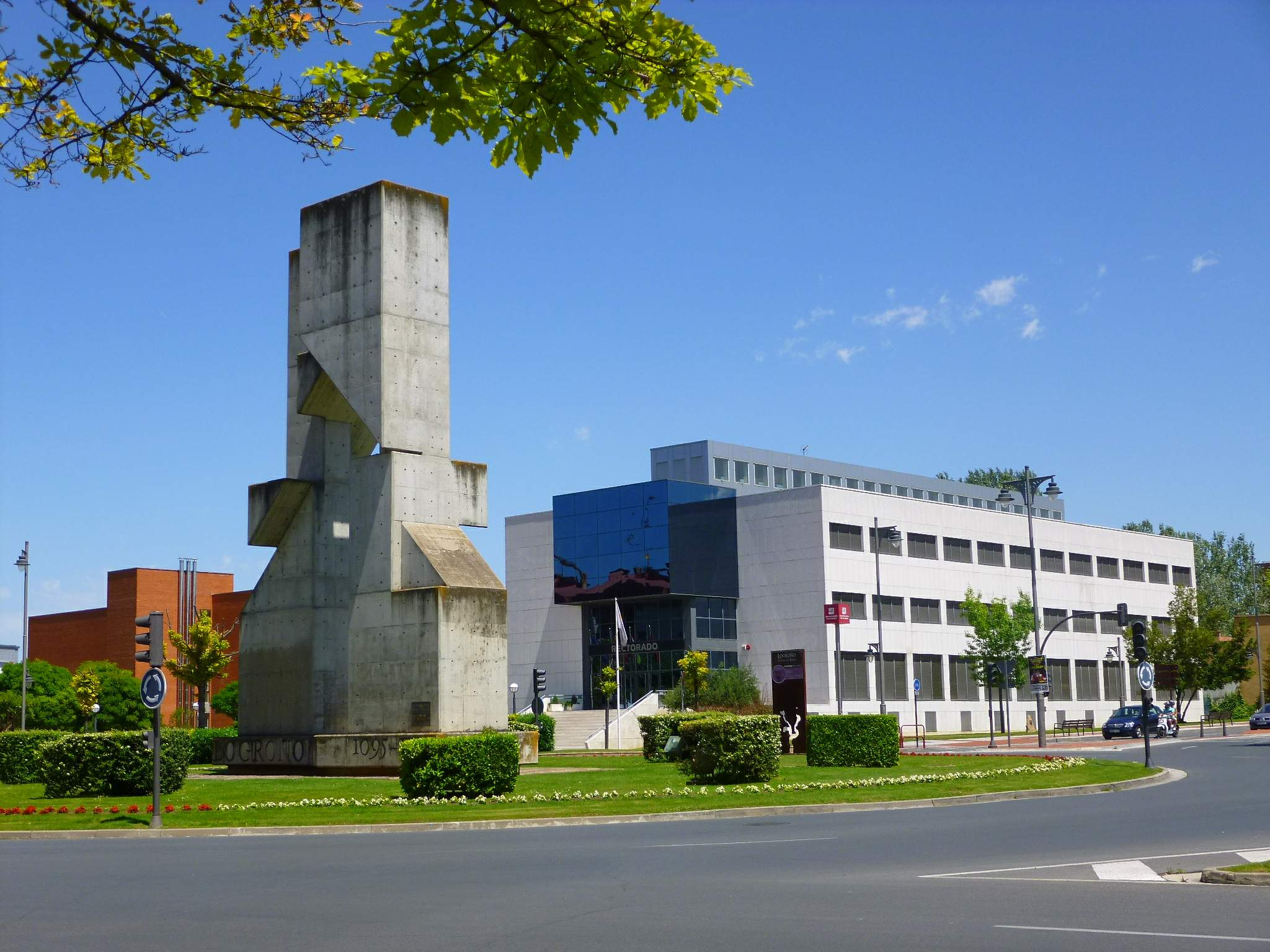